# 三宫回族乡
三宫回族乡是中华人民共和国新疆维吾尔自治区伊犁哈萨克自治州霍城县下辖的一个民族乡。

## 行政区划
三宫回族乡下辖以下村级行政区划单位：
下三宫村、沙湾村、上三宫村、东湾村和牧业村。